# Selim Lemström
Karl Selim Lemström (1838-1904) était un géophysicien finlandais qui a travaillé sur les aurores boréales. Il est notamment parti en Laponie pour y effectuer des mesures spectrales des aurores. En 1870, il s'est rendu à Paris, où il a étudié le système métrique et l'a introduit en Finlande.

## Étude des aurores boréales
En 1868, Lemström a participé à l'expédition suédoise menée par Adolf Erik Nordenskiöld dans l'île de Spitsbergen à bord du Sofia dans le but d'étudier les aurores boréales. Il a notamment mesuré le spectre des aurores boréales dans le but de déterminer les raies d'émission qui composent la lumière des aurores. Il a ainsi remarqué qu'une des lignes d'émission des aurores était très proche de celle émise lors d'une décharge électrique à travers un gaz dilué.
Lemström a émis l'hypothèse que les aurores étaient générées par le champ magnétique de la Terre et émergeaient du haut des montagnes pour s'étendre jusque dans l'atmosphère. Cette hypothèse a été démontrée fausse par Kristian Birkeland.

### Aurores artificielles
Lemström a mené des expériences pour tenter de créer des aurores boréales et a construit un appareil produisant des décharges électriques.
Cette expérience a été reproduite, mais sans succès, par le français Vaussenat, à l'observatoire du Pic du Midi de Bigorre.